# Église Saint-Jean-et-Saint-Louis de Castres
L'église Saint-Jean et Saint-Louis ou église Saint-Jean-Saint-Louis, est un édifice religieux paroissial situé à Castres, dans le Tarn, en région Occitanie (France). Situé à l'extrémité Nord de la place Pierre Fabre, elle est dédiée à Louis IX et à Jean le Baptiste.

## Histoire
Au milieu du XIXe siècle, il devient impératif de bâtir une nouvelle église paroissiale à Castres, afin de desservir les nouveaux quartiers de la ville, cette dernière ayant connu une large extension. De plus, les milieux bourgeois du centre-ville voient ainsi un moyen d'éloigner les ouvriers, logeant dans les nouveaux quartiers, des églises qu'eux-mêmes fréquentent. C'est en 1867 que débutent les travaux de la nouvelle église de style néo-gothique, sous la direction de l'architecte communal M. Barthe, grâce à un gracieux don et à un appel à souscription. La construction sera très rapide, et la date de 1873 (soit seulement six ans de travaux) inscrite sur le clocher, rappelle l'année d'inauguration de l'édifice. La paroisse Saint-Jean-Saint-Louis est créée, aux dépens de celle de la Platé et de celle de Saint-Benoit. Dès 1899, de nouveaux vitraux sont ajoutés, un autel à la grâce de sainte Philomène est élevé, et deux statues sont installées, l'une représentant sainte Philomène, la seconde Jeanne d'Arc.
Vers 1950, après le concile Vatican II, l'église Saint-Jean-et-Saint-Louis se voit privée de quasiment toutes ses statues, seulement remplacées par un Christ en gloire de Jean-Claude Izard. De même, les autels destinés à saint Joseph et à la Vierge Marie ont disparu, remplacés par un simple autel-colonne eucharistique et un tableau en l'honneur de la Vierge. La plupart des vitraux présentant aujourd'hui des motifs de l'art abstrait, mais il demeure tout de même deux statues d'origine, à l'entrée de l'édifice, celles de saint Jean et de saint Louis.
En 2024 et 2025, des travaux importants sont lancés afin de renforcer la structure du clocher fragilisé, rafraîchir la façade et installer de nouvelles dalles. 

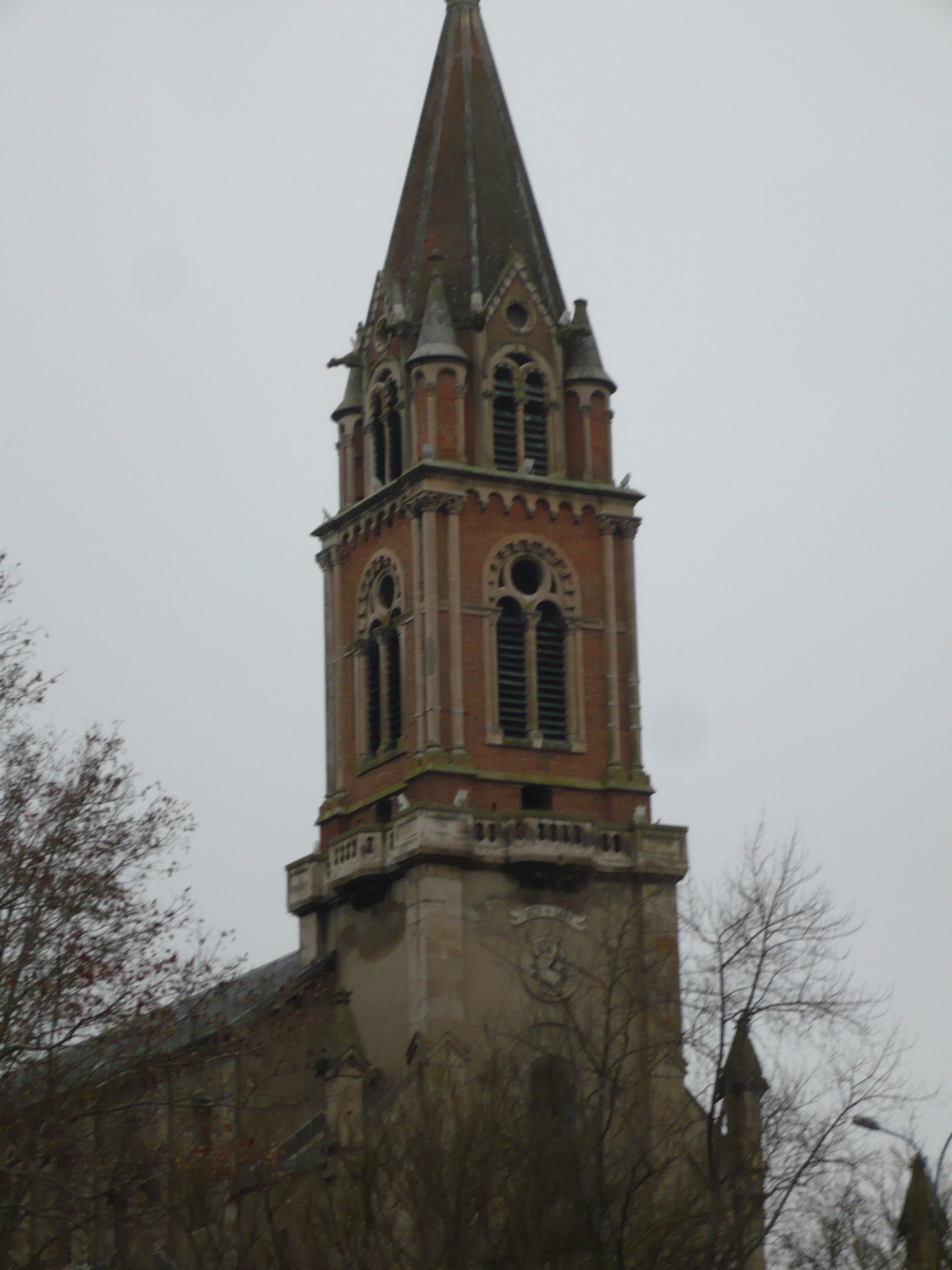
Le clocher
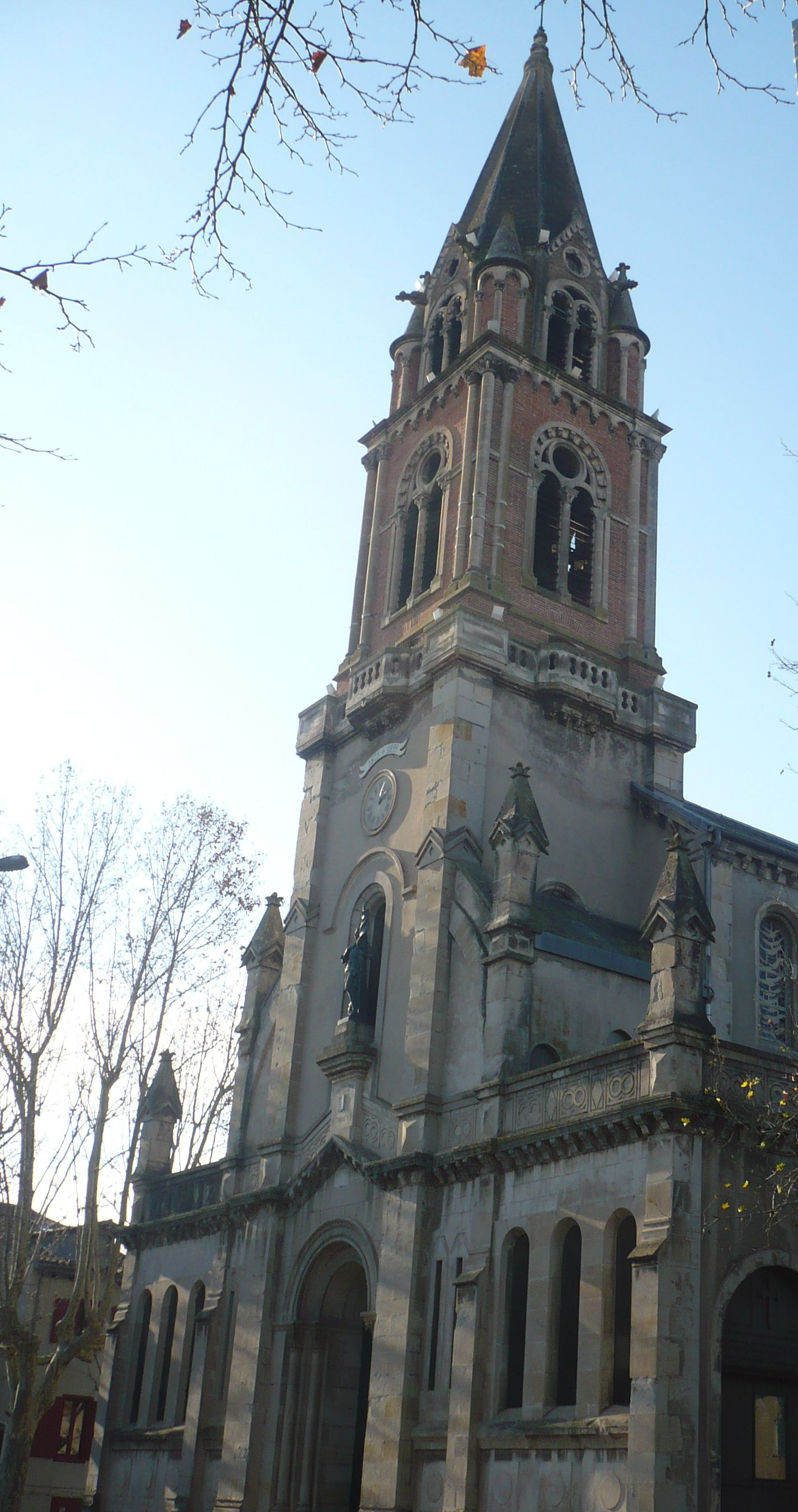
Vue de la façade principale
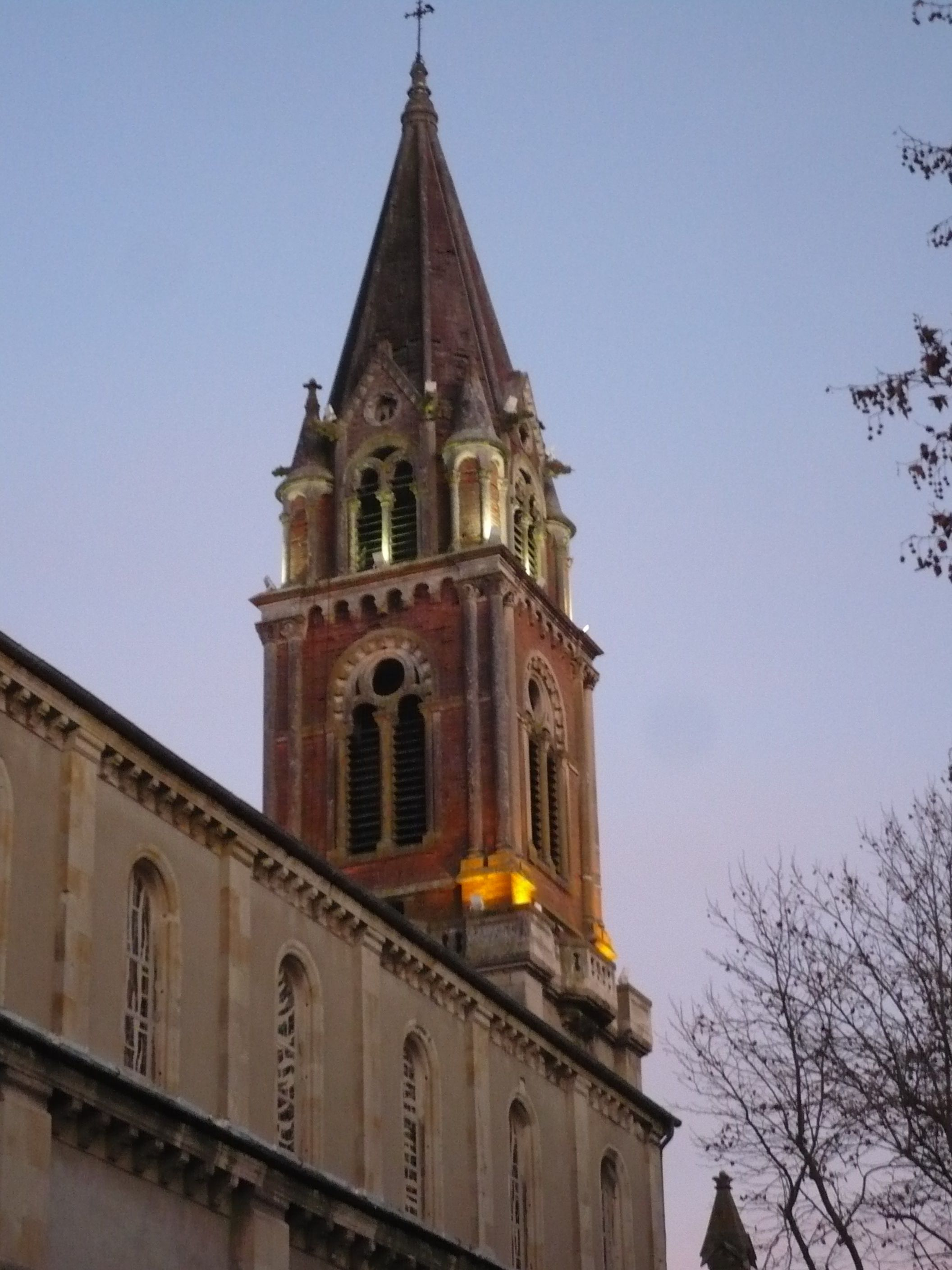
Les éclairages du clocher